# Ma Liwen
Ma Liwen (xinès simplificat: 马俪文) (Jiangxi 1971 -) guionista i directora de cinema xinesa.

## Biografia
Ma Liwen va néixer a Jiangxi (Xina) el 1971, i quan tenia sis anys els seus pares es van traslladar a Harbin. Tres anys després, els seus pares es van divorciar i va ser criada per una mare soltera. Després de graduar-se a l'escola secundària, Ma es va unir al grup d'art de la fàbrica de medicina tradicional xinesa núm. 2 de Harbin. Després d'això, va ser admesa a la Central Academy of Drama (中央戏剧学院), en l'especialitat de direcció de cinema i televisió. Un cop graduada a l'Òpera Xinesa, el 1994 va treballar durant un temps per a una empresa de publicitat. A principis dels anys noranta és va traslladar a viure Pequín.

### Carrera cinematogràfica
El 1978, va participar en el rodatge de la sèrie de televisió "Comes and Goes " dirigida per Tian Di, basada en la novel·la homònima de l'escriptora Chi Li, protagonitzada per Pu Cunxin, Lv Liping i Xu Qing.
El seu primer llargmetratge, adaptat d'un conte de la novel·lista Zhang Jie (张洁), data del 2002. Fet amb un pressupost molt reduït, és una pel·lícula sobre la relació entre una nena i la seva mare malalta d'Alzheimer. Aquesta primera pel·lícula va guanyar dos premis al Festival de Cinema Changchun de l'any 2002.
Posteriorment ha dirigit varies pel·lícules amb èxits desiguals, però on va destacar l'any 2005 va ser amb "You and Me" que va obtenir un premi Jinji Jiang.

## Filmografia
| Any  | Títol anglès                                                           | Títol xinès              | Notes                                                                                                |
| ---- | ---------------------------------------------------------------------- | ------------------------ | --- |
| 2002 | Gone Is the One Who Held Me Dearest in the World (She Departs from Me) | 世界上最疼我的那个人走了 | Premi a la millor director, i millor actriu secundària i del Festival de Cinema de Changchun.        |
| 2004 | You Are Smiling While I Am Weeping                                     |                          | Sèrie de televisió de 22 capítols.                                                                   |
| 2005 | You and Me                                                             | 我们俩                   | Premi Jinji Jiang de l'any 2005 a Mai Liwen com a millor director i a Jin Yaqin com a millor actriu. |
| 2008 | Lost and Found (I am Liu Yuejin)                                       | 我叫刘跃进               | Adaptació d'una novel·la de Liu Zhenyun                                                              |
| 2008 | Desires of the Heart                                                   | 桃花运                   | Va guanyar el Huading Award a la millor directora                                                    |
| 2010 | Amor                                                                   | 感情生活                 | Guionista de la pel·lícula coreana dirigida per Han Cheol-Soo                                        |
| 2011 | A Big Deal                                                             | 巨额交易                 | |
| 2016 | A Test of Love Adventure                                               | A测试之爱情大            | |
| 2018 |                                                                        | A测试                    | |
| 2019 |                                                                        | 你的到来                 | |
| 2021 | Zhang Renya                                                            | 张人亚                   | |